# Mai Masri
Mai Masri (in arabo مي المصري‎?, May Al-Maṣrī) (2 aprile 1959) è una regista palestinese con cittadinanza libanese.
Le sue opere, prevalentemente documentari, si concentrano sulle vite quotidiane di donne e bambini nei territori palestinesi occupati e in Libano, dipingendo l'aspetto tragico umano dei conflitti nella regione.
Per il suo lavoro ha ricevuto una lunga serie di riconoscimenti, più di 60 al febbraio 2024.

## Primi anni e formazione
Nata ad Amman, in Giordania, da Munib Masri, conosciuto come il "duca di Nablus", filantropo e discendente della famiglia Al-Masri, e da madre americana del Texas, Masri trascorse la sua infanzia tra Amman e Nablus, per poi seguire la famiglia a Beirut all'età di sei anni. 
Cresciuta in un ambiente fortemente politicizzato, influenzata dalle frequentazioni paterne con leader dell'Organizzazione per la Liberazione della Palestina, Masri sviluppò un precoce interesse per la politica e il cinema. La sua passione per il cinema la portò a frequentare un corso di teoria del film a Berkeley, California, nel 1976, che la ispirò a intraprendere studi in questo campo. Ha conseguito una laurea in produzione e tecnica cinematografica presso la San Francisco State University nel 1981.

## Carriera cinematografica
Durante una visita a Beirut nel 1977, Masri incontrò Jean Chamoun, cineasta libanese, con cui condivise non solo la vita privata, ma anche una profonda passione per il cinema come mezzo di influenzamento sociale. Dopo il ritorno definitivo a Beirut nel 1981, Masri iniziò a realizzare i suoi primi film insieme a Chamoun, documentando le realtà della guerra e della resistenza sotto condizioni spesso pericolose. La coppia fondò Nour Productions e produsse insieme 15 film, diventando una voce autorevole tra i registi documentari che si concentravano sul Medio Oriente. I primi film furono realizzati con attrezzatura improvvisata o low-budget, situazione che cambiò quando, alla fine degli anni 80', la BBC incaricò la coppia di girare War Generation da inserire nella serie "Inside Story" dell'emittente britannica.
Nel 2017 è rimasta vedova in seguito alla morte del marito Jean Chamoun, da tempo malato di Alzheimer.
I film di Masri sono - per definizione della stessa regista - un tentativo di trascendere i confini tradizionali del cinema documentario, combinando realtà e narrazione per offrire una visione più profonda e umanizzata dei conflitti mediorientali.
I suoi lavori sono stati premiati in oltre 60 occasioni internazionali, affermando Masri come una delle voci più influenti e innovative nel cinema documentario. 

### Filmografia

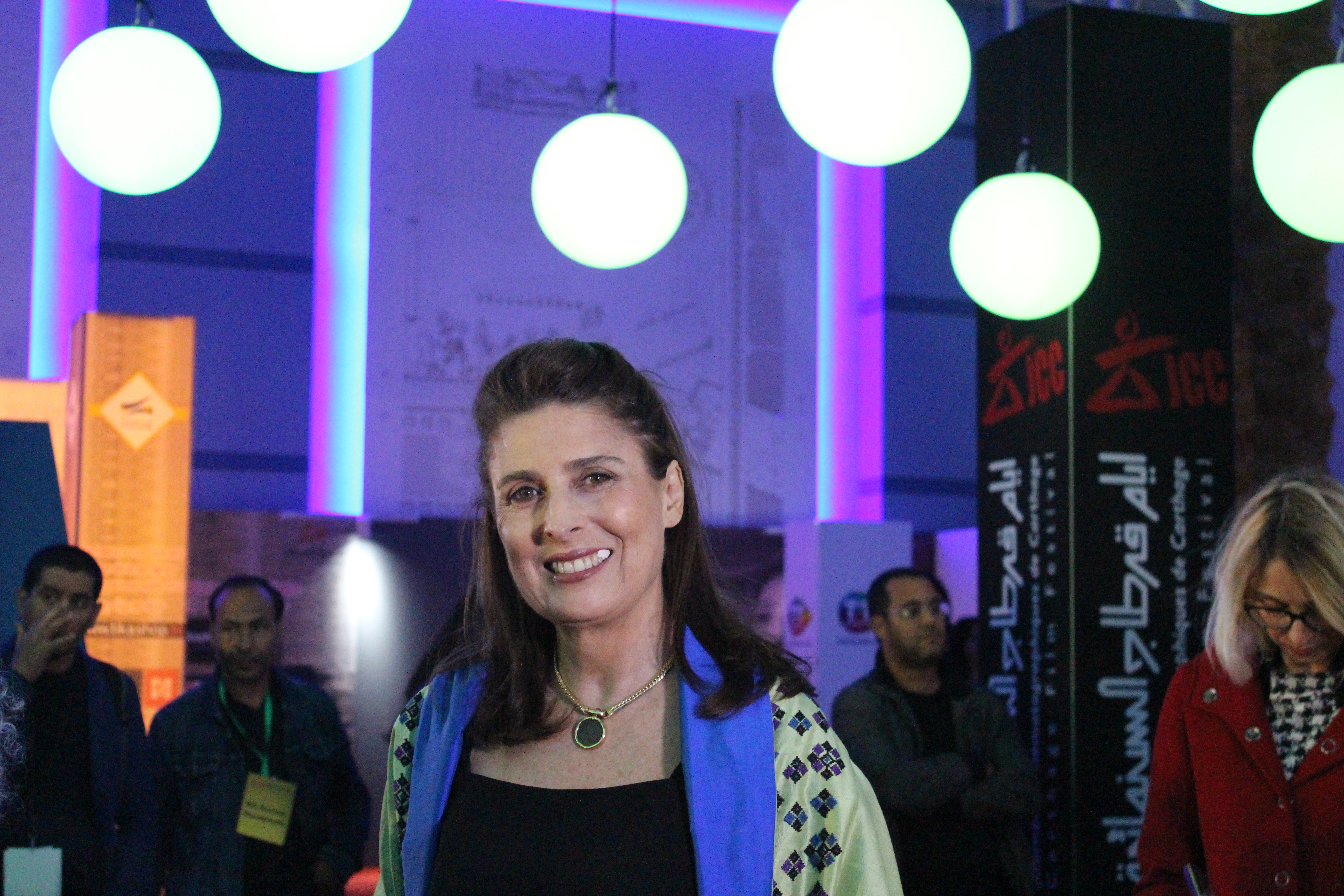
Mai Masri al Carthage Film Festival

L'opera di Masri è caratterizzata da un'attenzione particolare verso le storie individuali di resistenza e umanità in contesti di conflitto. La sua filmografia include opere come:
- Under the Rubble (1983)
- Wild Flowers: Women of South Lebanon (1986)
- War Generation (1989)
- Children of Fire (1990)
- Suspended Dreams (1992)
- Hanan Ashrawi: A Woman of Her Time (1995)
- Children of Shatila (1998)
- Frontiers of Dreams and Fears (2001)
- Beirut Diaries (2006)
- 33 Days (2007)
- 3000 Nights (2015)
- Beirut: Eye of the Storm (2021)